# Hugo von Waldeyer-Hartz
Pour les articles homonymes, voir Hartz.
Hugo von Waldeyer-Hartz, né le 7 novembre 1876 à Strasbourg en Alsace et mort le 29 novembre 1942 à Heidelberg, est un officier et écrivain de la marine impériale allemande et de la Reichsmarine.

## Biographie
Il est le fils de l'anatomiste Heinrich Wilhelm Waldeyer anobli en 1916. Il fait ses études à Kiel et entre dans la marine impériale. Il devient ensuite dans la Reichsmarine capitaine de vaisseau. Il prend sa retraite en 1930. Il est en fin de carrière bibliothécaire en chef de la marine et haut responsable de la bibliothèque du ministère de la Reichswehr.
Hugo von Waldeyer-Hartz était porteur de la Mouche (1902) du Corps Saxonia Kiel et membre du Corps Normannia Berlin (1927). Le Saxonia lui décerne plus tard le titre de membre honoraire. En 1929, il s'oppose violemment à la politique du district au sein de la Kösener Senioren-Convents-Verband.

## Quelques œuvres
- (de) Von Tsingtau zu den Falklandinseln, 1916 (De Tsingtao aux îles Malouines), récit
- (de) Land- und Seekrieg, 1917 (Guerre sur terre et en mer), récit
- (de) U-Boot und U-Boot-Krieg, 1917 (Sous-marin et guerre sous-marine)
- (de) Deutsche Flottenträume, 1919 (Rêves de la flotte allemande)
- (de) Altheidelbergs Not, 1923 (Nœud du vieux Heidelberg), roman
- (de) Werkstudent und Burschenband, 1924, roman
- (de) Hohenstaufen, 1925, roman historique
- (de) Der Deutsche, 1925, récit
- (de) Alt-Jena, 1926 (L'ancienne Iéna), roman
- (de) Admiral von Hipper, 1934, biographie